# Iglesia de Santiago (Carrión de los Condes)
La iglesia de Santiago fue construida a mediados del siglo XII por el maestro Fruchel, lo más destacable del templo es su fachada occidental, de 1160, una de las más bellas del románico y ejemplo de referencia del estilo románico de transición.

En ella portada con arco de medio punto y una arquivolta sobre columnas, rematada por un friso con altorrelieves cuya iconografía resume la revelación apocalíptica de Juan Evangelista en Patmos, según la cual cuatro animales rodeaban a un Sedente sobre un trono, y a estos circundaban ancianos. Es la visión del Dios sedente con el Libro de la Vida, de los Evangelistas y de los Apóstoles custodios de las doce puertas de la Jerusalén celeste. Las dovelas de iconografía radial, muestran una interesante colección de oficios de la época, entre ellos: la famosa bailarina contorsionista, acuñación de moneda, la plañidera, músicos, etc. Los capiteles muestran la lucha entre el bien y el mal.

En el interior, un completo museo de arte sacro reúne obras interesantes, como el retablo de San Juan de Cestillos del siglo XVI, una Piedad del XV, varios Cristos en la cruz, cantorales, etcétera.

## Planta
El templo, situado en el centro de la población, en la calle Adolfo Suárez junto a la plaza Mayor, presenta una orientación litúrgica poco habitual (NE 28º).

De estilo románico de transición del siglo XII, su planta actual es rectangular de forma irregular y una sola nave, rematada por tres ábsides semicirculares con presbiterio de amplio tramo recto con bóveda de cañón en el tramo recto y de horno en los ábsides.

La Nave (2) consta de cuatro tramos; su cubierta fue sustituida por una moderna en la última restauración del siglo XX.
Exteriormente presenta grandes contrafuertes en el ábside y la nave, parcialmente absorbidos por las capillas laterales que se añadieron en el siglo XVI, actualmente usadas como museo parroquial.
El ábside está parcialmente oculto por viviendas particulares.
La entrada al templo se efectúa por el Pórtico Oeste (1). 

 Leyenda de la imagen
1. Pórtico Sur; entrada al templo.
2. Nave; museo parroquial.
3. Ábside ppal.
4. Sacristía.

Aprox. a la planta de la Iglesia de San Miguel Arcángel.
Marcas de cantería.

5. Exposición de matracas y carracas (ago. 2011).
6. Pila bautismal.
7. Torre.
8. Marcas de cantería.

## Marcas de cantería
Se han identificado un total de 62 marcas de 22 tipos diferentes que se distribuyen de la siguiente forma, ver Planta (8):

Catálogo de tipos de marcas de cantería en la Iglesia de Santa María La Real. Ver Planta (8).

| Zona      | Tramo | Marcas | Tipos | Reloj de sol |
| --------- | ----- | ------ | ----- | ------------ |
| Ábside    | int.  | 15     | 10    |              |
|           | ext.  | 14     | 6     |              |
| Nave      |       |        |       |              |
| Evangelio | 1     | 7      | 4     |              |
|           | 3     | 2      | 2     |              |
|           | 4     | 9      | 4     |              |
| Epístola  | 1     | 2      | 2     |              |
|           | 2     | 1      | 1     |              |
|           | 3     | 1      | 1     |              |
|           | 4     | 6      | 3     | 1            |
| Otras     |       | 5      | 4     |              |

## Modificaciones
Refs.
- s. XVI - El templo se reconstruyó con una única nave central y capillas laterales; se añadió la sacristía (4) del ábside de la Epístola.
- s. XVIII - Se reconstruye la torre actual.
- s. XIX - Se reconstruyó la Torre (7) en estilo mudéjar. El incendio de 1811 destruyó el templo, salvo los ábsides laterales y la portada Oeste; se reconstruyó en 1849 reduciendo su tamaño.
- s. XX - Se realizaron obras de conservación general y restauraciones, como la cubierta y el tejadillo de acero del friso de la portada, que eliminaron la linterna y la cúpula